# ジェイミス
ジェイミス（Jamis ）はアメリカ合衆国の自転車ブランド。主に中国と台湾で生産されている。

## 概要
1979年創業。ビーチクルーザーメーカーとして誕生した。1990年にアメリカ合衆国ニュージャージー州に本社のあるG.Joannou Cycleと合併、同社のブランドとなる。JamisはSST(Size Specific Tubing)と呼ばれるフレームサイズの変更による乗り心地の変化を無くす独自の工法や、NEAR NET MOLDING,NEAR NET MOLDING SPVと呼ばれる独自のカーボン成型技術を持っている。

## 歴史
1979年、ジェイミスバイシクルは、創業者ロン・ジェイミスにより、フロリダ州タラハシ―を拠点として誕生した。同年には、同社初の製品である、アースクルーザーと呼ばれる、ビーチクルーザーを発表。
翌1980年には、ダブルダイヤモンド形状のボスクルーザーを発表した。1981年には、コンフォートバイクのボス・エクスプローラーを発売。1983年には、初期のマウンテンバイクともいえる、ダコタを発表、1985年には、ダコタ、ライトフット、ラフネックを発表。1985年、ダカールを発表したが、カスタム生産のレース専用マウンテンバイクであり、専門工場で組み立てられた。ダカールは改良を重ね、現在でも販売されている。
1988年になると、ジェイミス初となる、スチールロード、エクリプスとクエストを発表。1991年、700Cタイヤを装着し、アップライトなポジションの現在のクロスバイクの原型ともいえる、コーダ、Tangierを発表。1993年、フィレット溶接、ハンドポリッシュされた、スチール製のマウンテンバイクで、ロックショックス製フロントフォーク、シマノXTRコンポーネントを装備した。ドラゴンを発表。
1998年に発表されたドラゴンとエクリプスには、アメリカ製では初めてレイノルズ製 853番スチールパイプが使用された。
その後、ジェイミスバイシクルは、カーボンをバキュームレジン工法で製作したモノコック形状の、ディアブロを発表。その奇抜なデザインは自転車愛好家の注目を集めた。
スチール製の製品を中心として、商品開発を行っているが、ディアブロの発表の後は、カーボンやアルミにも注力し、2003年には、NEARNET MOLDINGと呼ばれる、独自のカーボン製法で製作されたロードバイク、ゼニスを発表。2014年には、軽量アルミロードバイク、アイコンを発表している。

## 主なモデル
ロードバイク
- XENITH
- ICON
- QUEST
- VENTURA
- RENEGADE

キャンピング車
- AURORA
- BOSANOVA

マウンテンバイク
- DAKAR
- DRAGON
- NEMESIS
- TRAIL
- DRAGONSLAYER
- KOMODO
- DEFCON

クロスバイク
- CODA
- ALLEGRO

ピストバイク
- SPUTNIK
- BEATNIK

## 受賞歴
- 1998年Jamis Diabloが、バイシクリング・マガジン、エディターズチョイス、インノベイティブ・プロダクツ賞を受賞
- 1998年Jamis Dakotaが、バイシクリング・マガジン、バイクオブザイヤ―を受賞
- 2000年Jamis Dakar Sportが、マウンテンバイキング・マガジン、バイクオブザイヤ―（800ドル以下のマウンテンバイク）を受賞
- 2001年Jamis Dakar Compが、マウンテンバイキング・マガジン、バイクオブイヤー（800ドルから1500ドルまでのマウンテンバイク）を受賞
- 2004年Jamis Coda Sportが、バイシクリング・マガジン、コンフォートロードバイク部門、ザ・ベストバイを受賞
- 2005年Jamis Dakar XLTが、バイシクリング・マガジン、エディターズチョイス・アワードにてフルサスペンション・マウンテンバイク部門、ベスト・バリューを受賞
- 2005年Jamis Questが、バイシクリング・マガジン、エディターズチョイス・アワードにてベスト・バリュー・エンシュージアスト・ロードバイク賞を受賞
- 2006年Jamis Diablo 7×7が、バイシクリング・マガジン、エディターズチョイス・アワードにて、ベスト・フルサスペンション、マウンテンバイク（1000ドル以下のマウンテンバイク）を受賞
- 2008年Jamis Xenith Proが、バイシクリング・マガジン、エディターズチョイス・アワードにて、ベスト・エンシュージアスト・ロードバイク賞を受賞
- 2009年Jamis Ventura Eliteが、バイシクリング・マガジン、エディターズチョイス・アワードにて、ベスト・レクレーショナル・ロードバイク賞を受賞
- 2010年Jamis Xenith Compが、バイシクリング・マガジン、エディターズチョイス・アワードにて、ベスト・レクレーショナル・ロードバイク賞を受賞
- 2011年Jamis Coda Sportが、バイシクリング・マガジン、エディターズチョイス・アワードにて、ベスト・フラットバー・ロードバイク賞を受賞
- 2013年Jamis Icon Eliteが、バイシクリング・マガジン、エディターズチョイス・アワードにて、ベスト・レクレーショナル・ロードバイク賞を受賞
- 2013年Jamis Dragon 29 Sportが、バイシクリング・マガジン、エディターズチョイス・アワードにて、ベストバリュー29インチ・ハードテール・マウンテンバイク賞を受賞
- 2014年Jamis Icon Eliteが、バイシクリング・マガジン、エディターズチョイス・アワードにて、ベスト・レクレーショナル・ロードバイク賞を受賞
- 2014年Jamis Allegro Elite Femmeが、バイシクリング・マガジン、エディターズチョイス・アワードにて、ベスト・ウーマンズ・フラットバー・ロード賞を受賞
- 2015年Jamis Renegadeが、ロードCC・2015/16・アドベンチャーバイクオブザイヤーとバイクオブザイヤ―を受賞
- 2018年 Jamis Renagade Elite、KOMODO Expertが、バイシクリングマガジン、エディターズチョイス・アワードを受賞